# Toter Link

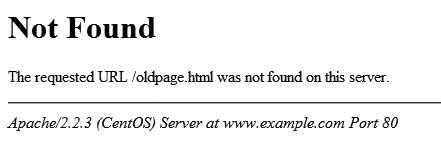
404 Not Found – Fehlermeldung des Apache-Webservers

Ein toter oder defekter Verweis (englisch Link) oder auch Totlink bzw. englisch Dead Link ist ein Hyperlink im World Wide Web, der auf eine nicht (mehr) vorhandene Ressource (zum Beispiel eine Webseite oder Datei) zeigt. Beim Anwählen der URL liefert der Webserver normalerweise eine Antwort mit dem HTTP-Statuscode 404 Not Found (die angeforderte Ressource konnte nicht gefunden werden) bzw. 410 Gone (die Ressource existiert nicht mehr).
Verweise auf nicht existierende Stellen sind auch aus gedruckten Nachschlagewerken bekannt.

## Ursachen
Tote Links sind ein bislang ungelöstes Problem des Hypertextes und im Kern darauf zurückzuführen, dass das Internet ein dezentrales Netzwerk ist. Daher kann seine Integrität niemals sichergestellt werden.
Die Gründe für das Existieren von toten Links können sehr unterschiedlich sein und vor allem an sehr unterschiedlichen Stellen auftreten. In der Praxis häufig anzutreffende Gründe sind unter anderem:
- Die Datei, auf die die URL verweist, ist verschoben, umbenannt oder gelöscht worden.
- Der Link auf der Ursprungseite ist fehlerhaft angegeben, beispielsweise bei der Groß- oder Kleinschreibung im Pfad (URLs sind an bestimmten Stellen case sensitive).
- Die gesuchte Domain ist neu bei einem Registrar vergeben worden und die Website selbst noch ohne jeden Inhalt.
- Der Webserver ist nicht (mehr) erreichbar, beispielsweise wegen Netzproblemen oder weil der Rechner abgeschaltet ist.
- Der Host- bzw. Domainname existiert nicht (mehr) oder kann nicht im DNS aufgelöst werden.

Für Fehler bei internen Links sind die jeweiligen Ersteller der Webseite selbst verantwortlich. Sofern das System (z. B. in einem Content-Management-System) die toten Links nicht automatisch anzeigt, können diese mit Hilfe von Tools aufgespürt werden.

## Auswirkung
Die Problematik bei nicht mehr vorhandenen URLs liegt im Wesentlichen daran, dass verlinkende Seiten von der Nichtexistenz nicht informiert werden bzw. nicht informiert werden können. Das gilt insbesondere für externe Links, die in einer anderen Domain liegen. So haben vor allem Suchmaschinen oft noch Webseiten indiziert, die seit Wochen oder Monaten nicht mehr existieren. Einige Suchmaschinen bieten die Inhalte noch einige Zeitlang im Cache an.
Tote Links wirken sich bei Suchmaschinen auch auf die Qualität der Suchergebnisse aus. Bei einigen Berechnungsmethoden des PageRanks, ein von dem Suchmaschinenbetreiber Google eingeführtes Verfahren zur Gütebestimmung von Webseiten, spielen tote Links eine Rolle (Lösung eines Eigenvektorproblems) und werden vor der Berechnung zunächst entfernt. Üblicherweise werden sie im letzten Schritt des numerischen Iterationsprozesses jedoch wieder eingefügt, so dass auch diesen Seiten ein PageRank zugewiesen wird.
Für das Ungültigwerden von URLs im Laufe der Zeit hat sich der englische Terminus link rot (etwa: „Linkverrottung“) etabliert. Über das Ausmaß gibt es verschiedene Schätzungen: Eine Untersuchung digitaler Bibliotheken hatte zum Ergebnis, dass etwa 3 % der Objekte nach einem Jahr nicht mehr erreichbar waren. Die Bookmarking-Website Pinboard berichtete 2014, dass sie eine recht stabile Linkrot-Rate von 5 % pro Jahr beobachte.

## Lösungsmöglichkeiten
Nach einer Harvard-Studie verwiesen fünfzig Prozent der vom amerikanischen Supreme Court zitierten Links schon im Jahr 2013 nicht mehr auf die ursprüngliche Information. Eine Lösung könnte in dem von der Harvard-Universität angebotenen Dienst „perma.cc“, der wissenschaftliche Internetquellen speichert, liegen. Eine Möglichkeit, die allerdings eher die Symptome der toten Links bekämpft, ist auch die Wayback Machine des Internetarchivs. Durch chronologische Kopien von Webseiten kann Zugriff auf teilweise längst nicht mehr im Original vorhandene Webseiten gewährt werden.
Ursachenbekämpfung betreiben hingegen Gremien wie das W3C mit der Kampagne Cool URIs don’t change, die bei den Erstellern und Verwaltern von Webseiten das Bewusstsein für die Notwendigkeit fester URLs wecken sollen. Eine Lösung besteht darin, eine dynamische Verlinkung vorzunehmen, indem z. B. Subdomains oder Verzeichnisnamen verwendet werden. Zudem gibt es bereits Systeme, die das Ziel von festen URLs verfolgen, indem automatisch eine Weiterleitung erstellt wird wie beispielsweise durch einen Persistent Uniform Resource Locator.

## Entstehung des Fehlercodes „404“
Der Fehlercode „404“ soll dadurch entstanden sein, dass in der Anfangszeit des Internets der Server, der diesen Fehler durch fehlende Dateien hervorrief, im Raum 404 im CERN stand, wo der Ursprung des World Wide Webs zu finden ist. Diese Geschichte ist jedoch als eine Moderne Sage einzustufen und geht auf einen Hoax zurück. In Wirklichkeit basiert der Fehlercode auf keiner lebendigen Geschichte wie dieser, sondern ist lediglich ein Fehlercode unter insgesamt 27 verschiedenen, die im HTTP-Standard als „Client-Fehler“ festgelegt sind. Alle HTTP-Statuscodes haben drei Ziffern, Client-Fehler-Statuscodes beginnen mit der Ziffer „4“, damit ist „404“ der fünfte registrierte Client-Fehler.

## Trivia
Im japanischen Nagoya hat sich 2007 eine Emoband nach dem Fehlercode benannt: 404 Not Found.